# Molophilus (Molophilus) inarmatus
Molophilus (Molophilus) inarmatus is een tweevleugelige uit de familie steltmuggen (Limoniidae). De soort komt voor in het Neotropisch gebied.